# Henry Kaplan
Henry Seymour Kaplan (Chicago, 24 april 1918 - San Francisco, 4 februari 1984) was een Amerikaans radiotherapeut.

## Leven en werk
Kaplan werkte aan de Stanford University. Hij was een pionier van de radiotherapie die er mede voor gezorgd heeft dat de radiotherapie in de jaren dertig van de 20e eeuw veranderde van een palliatieve methode in een belangrijke curatieve behandelmethode van kanker.
Echte doorbraken werden bereikt na de Tweede Wereldoorlog bij de ziekte van Hodgkin.

## Bron
- D.J.Th. Wagener: De geschiedenis van de oncologie. Houten, Bohn Stafleu van Loghum, 2008. ISBN 978-90-313-5232-6